# ハングオーバー!シリーズ
『ハングオーバー!』（The Hangover）は、レジェンダリー・ピクチャーズ製作、ワーナー・ブラザース配給によるアメリカ合衆国のコメディ映画のシリーズである。シリーズは全てトッド・フィリップスが監督し、ブラッドリー・クーパー、エド・ヘルムズ、ザック・ガリフィアナキス、ジャスティン・バーサ、ケン・チョンが出演している。1作目『ハングオーバー! 消えた花ムコと史上最悪の二日酔い』は2009年6月5日、2作目『ハングオーバー!! 史上最悪の二日酔い、国境を越える』は2011年5月26日に公開された。3作目『ハングオーバー!!! 最後の反省会』が日本では2013年6月28日に公開された。
1作目と2作目は、「狼軍団」の異名で知られる親友3人組が結婚式前のパーティの後に記憶を失い、行方知れずとなった4人目の友人を探すという内容である。3作目は結婚式もバチェラー・パーティーも無いロードムービーである。

## 作品

### 『ハングオーバー! 消えた花ムコと史上最悪の二日酔い』（2009年）
1作目では、フィル・ウィネック、スチュ・プライス、アラン・ガーナーが結婚を控える親友のダグ・ビリングスと共にラスベガスへバチェラー・パーティー旅行に出かける。パーティーの翌日、3人は昨夜の記憶がなくなっており、居なくなったダグを探す。
脚本家のジョン・ルーカスとスコット・ムーアは、エグゼクティブプロデューサーのクリス・ベンダーの友人がラスベガスでのバチェラー・パーティー後に行方不明になったという話を聞いた後に脚本を執筆した。ルーカスとムーアがワーナー・ブラザースに脚本を200万ドルで売却した後、トッド・フィリップス監督とジェレミー・ガレリックらが脚本に虎、赤ん坊、パトカー、マイク・タイソンといったサブプロットを書き加えた。撮影はネバダ州で15日間行われた。

### 『ハングオーバー!! 史上最悪の二日酔い、国境を越える』（2011年）
2作目では、フィル、スチュ、アラン、ダグがスチュの結婚式のためにタイへ出かける。ラスベガスでのパーティーのこともあり、スチュは今回バチェラー・パーティーをやらないと決めていた。しかしながらそれは失敗に終わり、フィル、スチュ、アランは再び記憶を無くし、バンコクで行方不明となった新婦の弟のテディを探すことになる。
1作目公開の2ヶ月前の2009年4月、ワーナー・ブラザースはトッド・フィリップスとスコット・アームストロングを続編執筆のために雇った。前作の主要な俳優たちは2010年3月に再出演契約を交わした。撮影は2010年10月にカリフォルニア州オンタリオで始まり、その後ロケ地はタイに移った。

### 『ハングオーバー!!! 最後の反省会』（2013年）
2011年5月の2作目の公開前日、トッド・フィリップスは3作目の計画があることを初めて明かした。同月、2作目の脚本を共同執筆したクレイグ・メイジンが脚本執筆を始めた。主要俳優たちは2012年1月に契約を交わし、2012年9月より撮影が始まり、2013年5月23日に公開された。

## キャスト
| キャラクター             | ハングオーバー!          | ハングオーバー!!         | ハングオーバー!!!        |
| ------------------------ | ------------------------ | ------------------------ | ------------------------ |
| フィル・ウィネック       | ブラッドリー・クーパー   | ブラッドリー・クーパー   | ブラッドリー・クーパー   |
| スチュアート・プライス   | エド・ヘルムズ           | エド・ヘルムズ           | エド・ヘルムズ           |
| アラン・ガーナー         | ザック・ガリフィアナキス | ザック・ガリフィアナキス | ザック・ガリフィアナキス |
| ダグ・ビリングス         | ジャスティン・バーサ     | ジャスティン・バーサ     | ジャスティン・バーサ     |
| レスリー・チャウ         | ケン・チョン             | ケン・チョン             | ケン・チョン             |
| ジェイド                 | ヘザー・グラハム         |                          | ヘザー・グラハム         |
| シド・ガーナー           | ジェフリー・タンバー     | ジェフリー・タンバー     | ジェフリー・タンバー     |
| トレーシー・ビリングス   | サーシャ・バレス         | サーシャ・バレス         | サーシャ・バレス         |
| ローレン・プライス       |                          | ジェイミー・チャン       | ジェイミー・チャン       |
| ステファニー・ウィネック | ジリアン・ヴィグマン     | ジリアン・ヴィグマン     | ジリアン・ヴィグマン     |
| メリッサ                 | レイチェル・ハリス       |                          |                          |
| 黒い方のダグ             | マイク・エップス         |                          | マイク・エップス         |
| マイク・タイソン         | 本人役                   | 本人役                   |                          |
| エディー / サミル        | ブライアン・カレン       | ブライアン・カレン       |                          |
| キングスレー             |                          | ポール・ジアマッティ     |                          |
| テディ                   |                          | メイソン・リー           |                          |
| マーシャル               |                          |                          | ジョン・グッドマン       |
| キャシー                 |                          |                          | メリッサ・マッカーシー   |

## 評価

### 興行成績
| 作品名            | 米国公開日    | 興行収入     | 興行収入         | 興行収入       | 順位              | 順位        | 製作費       | 出典   |
| 作品名            | 米国公開日    | 米国とカナダ | 米国とカナダ以外 | 全世界         | 米国とカナダ 歴代 | 全世界 歴代 | 製作費       | 出典   |
| ----------------- | ------------- | ------------ | ---------------- | -------------- | ----------------- | ----------- | ------------ | ------ |
| ハングオーバー!   | 2009年6月5日  | $277,322,503 | $190,161,409     | $467,483,912   | #55               | #118        | $35,000,000  | [ 13 ] |
| ハングオーバー!!  | 2011年5月26日 | $254,464,305 | $327,000,000     | $581,464,305   | #66               | #79         | $80,000,000  | [ 14 ] |
| ハングオーバー!!! | 2013年5月23日 | $102,374,000 | $170,500,000     | $272,874,000   |                   |             | $103.000.000 | [ 15 ] |
| 合計              |               | $634,160,808 | $692,961,409     | $1,327,122,217 |                   |             | $218,000,000 |        |

### 批評家の反応
| 作品名            | Rotten Tomatoes   | Metacritic      |
| ----------------- | ----------------- | --------------- |
| ハングオーバー!   | 78% (217 reviews) | 73 (31 reviews) |
| ハングオーバー!!  | 35% (226 reviews) | 44 (40 reviews) |
| ハングオーバー!!! | 20% (177 reviews) | 30 (36 reviews) |
| 平均値            | 45%               | 49              |